# Stylaster alaskanus
Stylaster alaskanus is een hydroïdpoliep uit de familie Stylasteridae. De poliep komt uit het geslacht Stylaster. Stylaster alaskanus werd in 1938 voor het eerst wetenschappelijk beschreven door Fisher. 